# 정조대왕함
정조대왕함(DDG-995)은 대한민국 해군의 4번째 이지스 구축함으로 광개토-III Batch-II의 1번함이다. 2022년 7월 28일에 진수하였으며 2024년 12월 취역하였다.

## 역사
군은 2013년 12월 제282차 합동참모회의에서 북한의 탄도미사일 대응 및 대잠전 능력이 향상된 이지스급 구축함을 국내 건조로 확보하기 위한 소요결정을 했으며, 2014년 9월에 오는 2028년까지 동급의 함정 3척을 건조하는 사업추진기본전략을 수립했다.
이에 따라 '광개토-Ⅲ 배치-Ⅱ'로 불리는 한국형 구축함 3단계 두번째 사업(KDX-III Batch-II)이 본격 추진되어 1번함과 2번함은 2019년 10월, 2021년 11월 현대중공업이 각각 수주·계약했으며 3번함은 22년 하반기에 결정될 예정이다.
1번함은 2021년 2월 16일 착공식을 통해 철판을 처음으로 절단하면서 함 건조 공정에 들어갔다. 이어 2021년 10월 5일에는 함정을 조립하는 첫 블록을 건조용 선대에 거치하는 기공식을 가졌다.
2022년 4월 29일, 함명제정위원회에서 조선 제22대 왕인 조선 정조를 광개토(KDX)-III 배치-II 사업 '1번함' 명칭으로 쓰기로 결정했다.
2022년 7월 28일, 울산광역시 현대중공업에서 정조대왕함의 진수식이 열렸다. 정조대왕함은 시험평가 기간을 거쳐 2024년 11월 해군에 인도된 후 전력화 과정을 마치고 실전 배치된다. 동급 이지스함 2척이 추가 건조될 예정이다.

## 특징
정조대왕함은 기존 가스 터빈 엔진 4대에 전기추진체계 2대가 추가되어 일방 항해때는 연료를 절감해 효율적으로 기동할 수 있다. 대잠 능력은 장거리 및 경어뢰를 탑재하고 국내 기술로 개발한 첨단 통합소나체계가 적용되어 잠수함과 어뢰 등 수중 위협에 대한 탐지 능력이 향상됐다. 2024년부터 도입될 MH-60R 시호크 탑재도 가능해 강력한 대잠 작전 능력을 보유하게 된다.
또한 한국형 수직발사체계-Ⅱ를 설치해 SM-6 등 장거리 함대공 미사일과 함대지 탄도 미사일을 탑재할 예정으로 주요 전략표적에 대한 원거리 정밀 타격 능력뿐 아니라 탄도미사일에 대한 요격 능력도 한층 향상되었다.

### 세종대왕급과 비교
정조대왕함은 기존 7600톤급 세종대왕급 구축함에 비해 600톤 커졌지만 함정 보호를 위한 스텔스 성능은 강화되었다. 세종대왕급의 SM-2는 항공기와 순항 미사일에만 대응이 가능하며 북한의 탄도미사일은 탐지·추적만 가능했지만 정조대왕함은 SM-6로 북한 탄도미사일 요격이 가능해진다. 또한 북한의 핵심 시설에 대량응징보복이 가능한 함대지 미사일도 배치된다.
- SM-3 탑재가능. 탄도미사일 '탐지·추적'만 가능했던 세종대왕급과 달리 '탐지·추적·요격'이 가능하다.

## 같이 보기
- 한국형 차기 구축함
- 알레이버크급 구축함
- 이지스 탄도미사일 방어체계